# Lütjensee und Hochfelder See südöstlich Gut Bothkamp
Lütjensee und Hochfelder See südöstlich Gut Bothkamp ist ein Naturschutzgebiet in den schleswig-holsteinischen Gemeinden Kirchbarkau, Bothkamp und Warnau im Amt Preetz-Land im Kreis Plön.

## Beschreibung
Das rund 155 Hektar große Naturschutzgebiet ist unter der Nummer 128 in das Verzeichnis der Naturschutzgebiete des Ministeriums für Energiewende, Landwirtschaft, Umwelt, Natur und Digitalisierung eingetragen. Es wurde Ende 1990 ausgewiesen (Datum der Verordnung: 13. Dezember 1990). Das Naturschutzgebiet ist Bestandteil des FFH-Gebietes „Gebiet der Oberen Eider incl. Seen“ und fast vollständig vom Landschaftsschutzgebiet „Bothkamper See, Tal der Drögen Eider und Umgebung“ umgeben. Zuständige untere Naturschutzbehörde ist der Kreis Plön.
Das Naturschutzgebiet liegt in einer Moränenlandschaft südlich Kirchbarkau zwischen Bordesholm und Preetz. Es stellt ein während der Weichsel-Kaltzeit entstandenes, ausgedehntes Niederungsgebiet mit den beiden Seen Lütjensee und Hochfelder See unter Schutz. Die Seen, die von Wasserläufen durchflossen werden und einen gemeinsamen Abfluss zum Bothkamper See haben, sind von ausgedehnten Verlandungszonen umgeben. Das Niederungsgebiet ist überwiegend naturnah. Es wird großflächig von Bruch- und Feuchtwäldern sowie Röhrichtzonen und Seggenrieden eingenommen. Daneben sind Hochstaudenfluren sowie Feuchtgrünland zu finden. Die etwas höheren und trockeneren Lagen werden von Grünland dominiert. Daneben sind Knicks sowie vereinzelt Laubwaldgesellschaften und Gehölze zu finden. 
Die Grünlandbereiche werden landwirtschaftlich genutzt. Teilflächen werden mit Galloway-Rindern extensiv beweidet. Die Grünlandbereiche werden nicht mehr entwässert und vernässen so.

## Flora und Fauna
Die Bruchwälder werden in erster Linie von Weiden und Erlen gebildet. So kommen Grauweide, Ohrweide und Schwarzerle vor, teilweise gesellt sich dazu auch die Esche. Die Röhrichte werden aus Schilfrohr, Schmalblättrigem und Breitblättrigem Rohrkolben sowie Gewöhnlicher Teichbinse, Wasserschwaden und Igelkolben gebildet.
Im Naturschutzgebiet siedeln verschiedene Seggen und Binsen wie Sumpfsegge, Rispensegge, Schlanksegge, Scheinzyperngrassegge, Wiesensegge, Schnabelsegge, Behaarte Segge, Zweizeilige Segge, Steifsegge, Rispensegge, Walzensegge, Gliederbinse, Blaugrüne Binse und Flatterbinse. Daneben siedeln zahlreiche weitere, an feuchte Standorte angepasste Pflanzenarten, darunter Waldsimse, Sumpfreitgras, Flutender Schwaden, Sumpfdreizack, Teichschachtelhalm, Sumpfschwertlilie, Straußgilbweiderich, Gewöhnlicher Gilbweiderich, Sumpfsternmiere, Zottiges Weidenröschen, Bittersüßer Nachtschatten, Brennender Hahnenfuß, Kriechender Hahnenfuß, Scharfer Hahnenfuß, Bachbunge, Schildehrenpreis, Geflügeltes Johanniskraut, Sumpflabkraut, Moorlabkraut, Wassernabel, Sumpfhornklee, Sumpfvergissmeinnicht, Bitteres Schaumkraut, Wasserdost, Schmalblättriger Merk, Wasserschierling, Flussampfer, Uferwolfstrapp, Sumpfblutauge, Gewöhnliche Sumpfkresse, Gewöhnlicher Blutweiderich, Kuckuckslichtnelke, Sumpffarn, Sumpf-Helmkraut und Wasserminze.
Die beiden Seen im Naturschutzgebiet beherbergen Gelbe Teichrose und Weiße Seerose, Kleine Wasserlinse und Vielwurzelige Teichlinse sowie insbesondere der Lütjensee auch Froschbiss und Wasserfeder. Tauchblattvegetation ist in erster Linie durch Sumpfteichfaden im Hochfelder See vertreten. Vereinzelt sind hier auch Armleuchteralgen, insbesondere die Zerbrechliche Armleuchteralge, zu finden.
Die Weiden und Staudenfluren bieten zahlreichen Schmetterlingen einen Lebensraum, darunter Kleiner Feuerfalter, Landkärtchen, C-Falter, Aurorafalter, Kleines Wiesenvögelchen und Zitronenfalter. Die Feuchtwiesen bieten der Sumpfschrecke einen geeigneten Lebensraum. Die Röhrichte sind Lebensraum der Rohrweihe. Das Gebiet dient dem Seeadler für die Nahrungssuche.

## Sonstiges
Das Naturschutzgebiet, das vom Landesverband Schleswig-Holstein des Naturschutzbundes Deutschland betreut wird, grenzt vielfach an landwirtschaftliche Nutzflächen. Nach Westen grenzt es an bewaldete Flächen, nach Norden und Osten grenzt es stellenweise an öffentliche Straßen. Im Norden und Osten verlaufen Wanderwege am Rand des Schutzgebietes. An diesen sind Informationstafeln aufgestellt. Östlich und südlich des Hochfelder Sees befinden sich Aussichtspunkte, von denen aus das Naturschutzgebiet teilweise einsehbar ist.